# Инеш (посёлок)
Инеш — поселок в Высокогорском районе Татарстана. Входит в состав Высокогорского сельского поселения.

## География
Находится в северо-западной части Татарстана на расстоянии приблизительно 5 км на юго-восток по прямой от районного центра поселка Высокая Гора.

## История
Официально зарегистрирован в 1997 году.

## Население
Постоянных жителей было 200 в 2002 году (татары 90 %), 278 в 2010.